# Tourismus in Armenien
Der Tourismus in Armenien hat eine Schlüsselrolle in der armenischen Wirtschaft, da seit den 1990er Jahren jährlich circa eine halbe Million Menschen das Land besuchen, vor allem Armenier, die im Ausland leben. Seit 2018 kommen durchschnittlich 1,5 Millionen Touristen im Jahr nach Armenien. Nach Angaben des armenischen Wirtschaftsministeriums kommen die meisten Touristen aus der GUS, den EU-Staaten, aus dem Iran und den USA.
Direktflüge nach Armenien gibt es unter anderem von den Flughäfen Frankfurt am Main (FRA), Düsseldorf (DUS), Berlin (BER), Köln (CGN) in Deutschland.

## Bedeutung des Tourismus

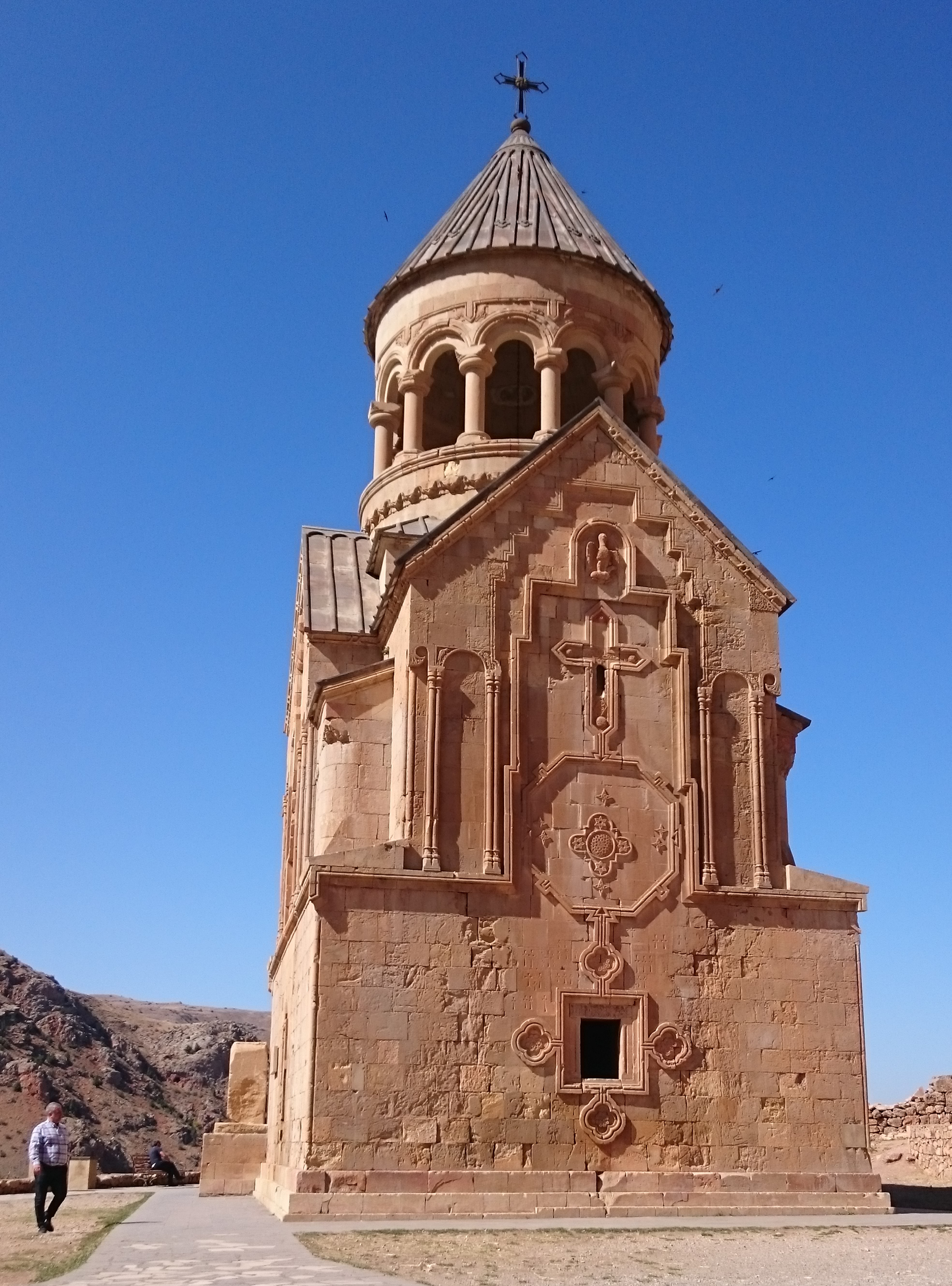
Kloster Noravank

Trotz knapper finanzieller Mittel investiert Armenien in den Tourismus. Ein Beispiel dafür ist die Seilbahn Tatev, die das Dorf Halidsor mit dem im Jahr 895 gegründeten Kloster Tatev verbindet. Die von einem Schweizer Unternehmen entwickelte Seilbahn ist mit 5750 Metern die längste, in einer Sektion mit einem durchgehenden Tragseil ausgestattete Pendelbahn der Welt.
Outdoor-Aktivitäten und die Landschaft sind die Hauptattraktionen. Der Sewansee, der zu den größten Gebirgsseen weltweit zählt, ist ein beliebtes Touristenziel im Sommer. Das Skigebiet Zaghkadsor ist im Winter zum Skifahren und im Rest des Jahres zum Wandern und Picknicken geöffnet. Jerewan, die Hauptstadt Armeniens, beherbergt Opern, Theater und andere kulturelle Einrichtungen. Außerdem sind bei Touristen die Kasinos in Argavand beliebt.
Seit 2000 wächst der Tourismus in Armenien. Das Wirtschaftsministerium erklärt, dass Armenien 2009 von 575.281 Touristen besucht worden ist, 3 % mehr als 2008. Für 2010 wurde ein 5%iges Wachstum vorausgesagt.
Seit 2018 kamen im Schnitt 1.400.000 Touristen pro Jahr nach Armenien.
Das Ziel der Regierung ist es, die Zahl der Touristen bis 2050 auf 15 Millionen Touristen jährlich zu erhöhen.

## Tourismuszahlen Armenien
| Tourismuszahlen Armenien |         |         |         |         |         |         |         |         |           |         |          |          |           |
| Jahr                     | Januar  | Februar | März    | April   | Mai     | Juni    | Juli    | August  | September | Oktober | November | Dezember | gesamt    |
| 2018                     | 113.217 | 89.311  | 120.704 | 133.205 | 115.962 | 132.331 | 177.456 | 248.827 | 184.153   | 161.095 | 117.603  | 93.421   | 1.687.285 |
| 2019                     | 119.548 | 95.837  | 117.765 | 137.597 | 146.783 | 153.901 | 202.322 | 288.260 | 221.507   | 191.772 | 140.376  | 110.685  | 1.926.353 |
| 2020                     | 142.370 | 106.637 | 58.788  | 0       | 0       | 0       | 0       | 0       | 16.471    | 20.534  | 16.642   | 34       | 361.476   |
| 2021                     | 23.345  | 26.088  | 37.698  | 41.881  | 52.908  | 64.101  | 105.127 | 143.168 | 124.522   | 98.970  | 85.762   | 66.738   | 870.308   |
| 2022                     | 94.339  | 72.262  | 84.197  | 96.938  | 116.495 | 129.908 | 188.856 | 261.834 | 198.074   | 154.847 | 144.576  | 130.429  | 1.672.755 |
| 2023                     | 159.475 | 130.588 | 159.918 | 179.639 | 176.384 | 199.159 | 255.706 | 328.399 | 260.618   | 195.396 | 149.919  | 132.709  | 2.327.900 |
| 2024                     | 154.319 | 127.241 | 154.215 | 163.970 | 163.970 | 180.718 | 237.603 | 300.919 | 236.561   | 203.810 | 152.976  | 131.000  | 2.215.000 |
| 2025                     | 139.482 | 117.372 | 129.887 | 123.705 |         |         |         |         |           |         |          |          | 510.446   |

## UNESCO-Weltkulturerbe
In Armenien befinden sich folgende UNESCO Weltkulturerbe-Stätten:
- Klöster Haghpat und Sanahin  – 1996
- Kathedrale und Kirchen von Etschmiadsin und archäologische Fundstätte von Zvartnots – 2000
- Kloster von Geghard im Oberen Azat-Tal  – 2000

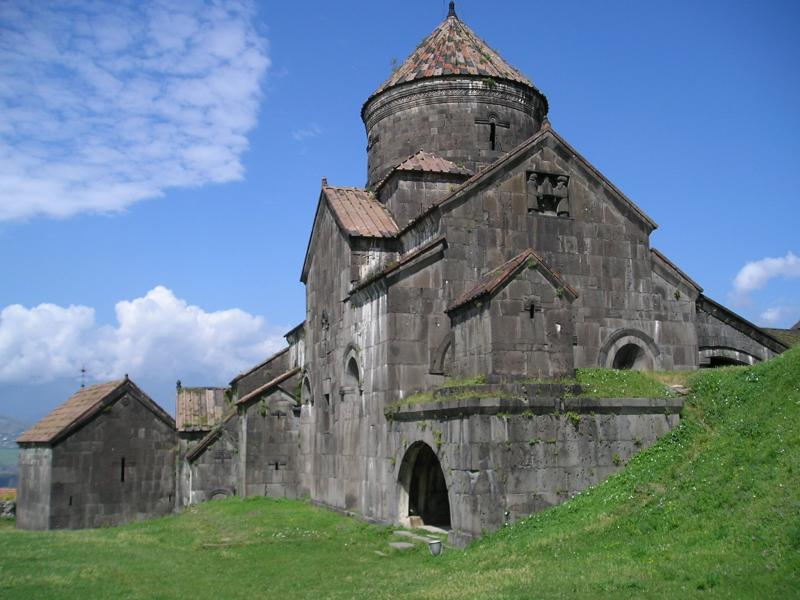
Kloster von Haghpat
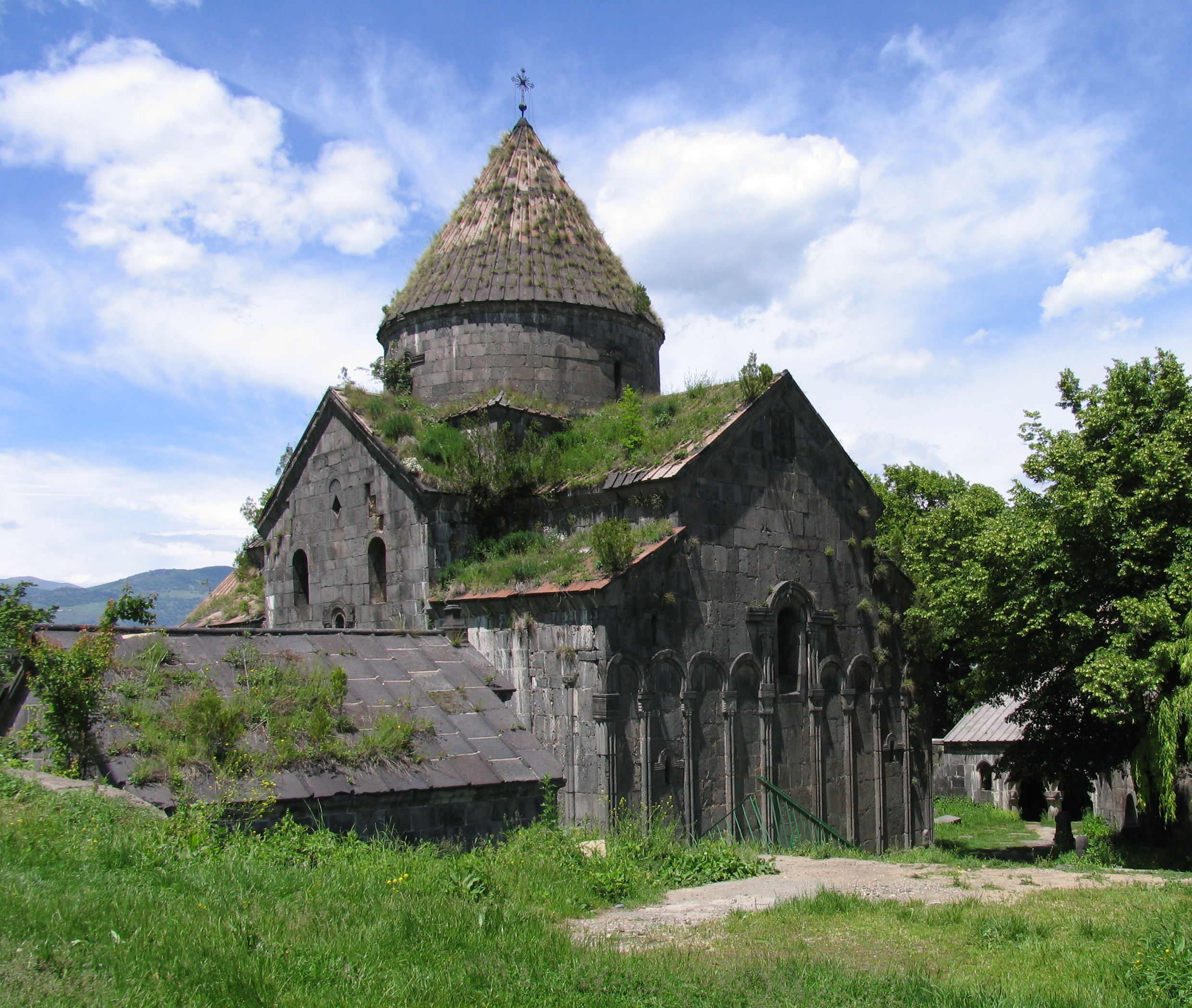
Kloster von Sanahin
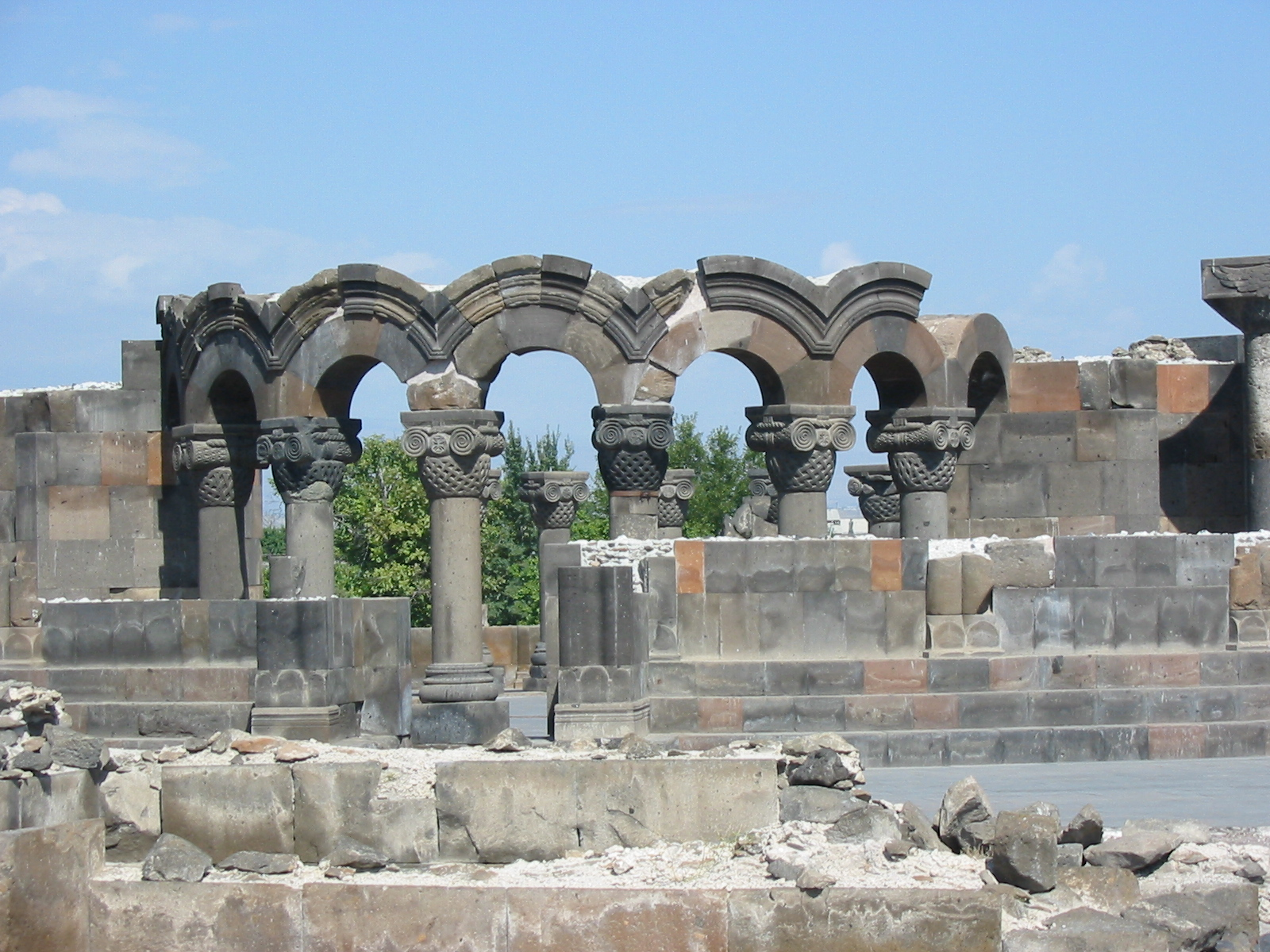
Archäologische Fundstätte Zvartnots
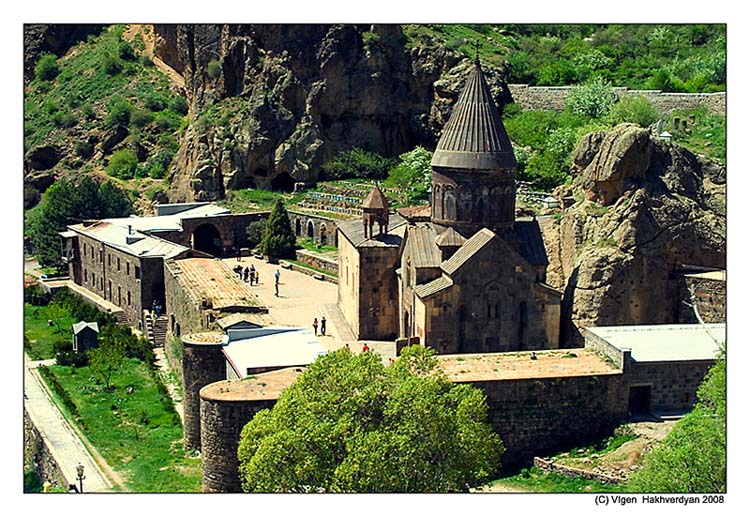
Kloster von Geghard
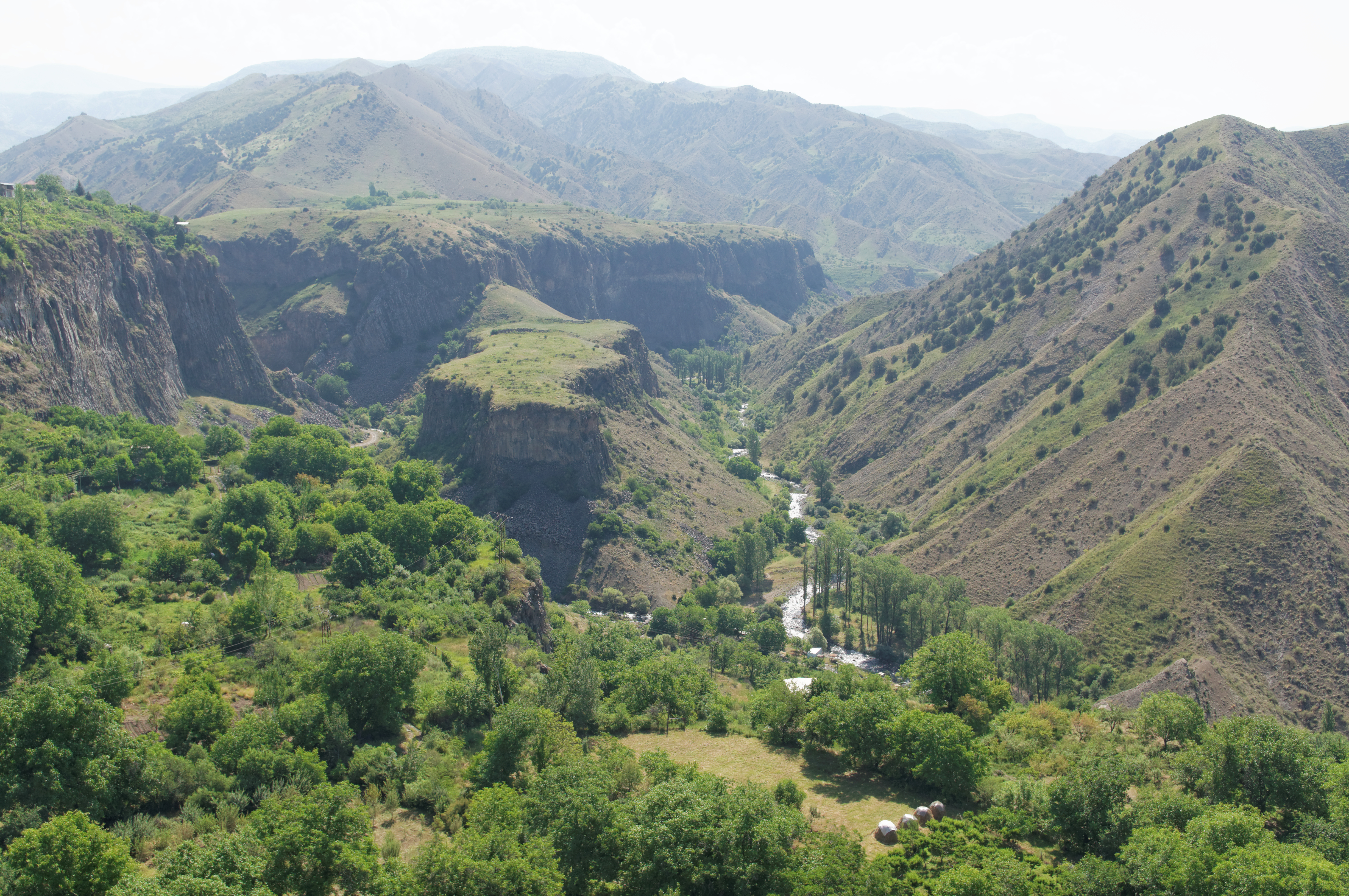
Das obere Azat-Tal